# Christopher Robanske
Christopher Robanske (ur. 30 grudnia 1989 w Calgary) – kanadyjski snowboardzista, specjalizujący się w snowcrossie. W 2014 roku wystartował na igrzyskach olimpijskich w Soczi, gdzie zajął 17. miejsce. Podczas igrzysk w Pjongczangu w 2018 roku był jedenasty. Trzy lata później w parze z Kevinem Hillem zdobył brązowy medal w snowrcossie drużynowym. Był też między innymi dwunasty podczas mistrzostw świata w Stoneham w 2013 roku. Najlepsze wyniki w Pucharze Świata w snowboardzie osiągnął w sezonie 2013/2014, kiedy to zajął trzecie miejsce w klasyfikacji snowcrossu. Wyprzedzili go tylko Włoch Omar Visintin i Niemiec Paul Berg.

## Osiągnięcia

### Igrzyska olimpijskie
| Miejsce | Dzień     | Rok  | Miejscowość | Konkurencja    | Zwycięzca       |
| ------- | --------- | ---- | ----------- | -------------- | --------------- |
| 17.     | 18 lutego | 2014 | Soczi       | Snowboardcross | Pierre Vaultier |
| 11.     | 15 lutego | 2018 | Pjongczang  | Snowboardcross | Pierre Vaultier |

### Mistrzostwa świata
| Miejsce | Dzień       | Rok  | Miejscowość   | Konkurencja         | Zwycięzca         |
| ------- | ----------- | ---- | ------------- | ------------------- | ----------------- |
| 12.     | 26 stycznia | 2013 | Stoneham      | Snowboardcross      | Alex Pullin       |
| 27.     | 16 stycznia | 2015 | Kreischberg   | Snowboardcross      | Luca Matteotti    |
| 42.     | 12 marca    | 2017 | Sierra Nevada | Snowboardcross      | Pierre Vaultier   |
| 3.      | 13 marca    | 2017 | Sierra Nevada | Snowcross drużynowy | Stany Zjednoczone |

### Puchar Świata

#### Miejsca w klasyfikacji snowboardcrossu
- sezon 2008/2009: 74.
- sezon 2009/2010: 47.
- sezon 2010/2011: 43.
- sezon 2011/2012: 19.
- sezon 2012/2013: 6.
- sezon 2013/2014: 3.
- sezon 2014/2015: 5.
- sezon 2015/2016: 7.
- sezon 2016/2017: 26.
- sezon 2017/2018: 30.

#### Miejsca na podium w zawodach
1. Telluride – 16 grudnia 2011 (snowcross) – 2. miejsce
2. Telluride – 14 grudnia 2012 – (snowcross) – 3. miejsce
3. Blue Mountain – 2 lutego 2013 (snowcross) – 1. miejsce
4. Veysonnaz – 11 marca 2014 – (snowcross) – 3. miejsce
5. La Molina – 21 marca 2015 (snowcross) – 1. miejsce
6. Sołniecznaja dolina – 21 lutego 2016 (snowcross) – 2. miejsce
7. Bansko – 27 stycznia 2018 (snowcross) – 2. miejsce